# The Destroyer
The Destroyer (rodno ime Pierpaolo Salamone) je talijanski hardcore/gabber i speedcore producent i DJ.
Godine 1995., The Destroyer je objavio svoj prvi E. P. Break Your Speaker u talijanskoj diskografskoj kući D-Boy Black Label. Slijedivši mnoštvo drugih E. P.-a, posebno u diskografskim kućama D-Boy Black Label i Head Fuck Records, sve je ovo karakterizirano beskompromisnim hardcoreom kojeg prate brzi i nasilni uzorci (sampleovi). Njegov prvi album The Album se pojavljuje 2005. u francuskoj diskografskoj kući Epileptik Productions.
U međuvremenu, The Destroyer nastupa na mnogim techno zabavama diljem Europe.

## Vanjske poveznice
- Diskografija
- Službena stranica
- MySpace stranica